# كريستين كارلسون
كريستين كارلسون (بالإنجليزية: Kristine Carlson)‏ هي كاتِبة أمريكية، ولدت في 5 يوليو 1963.